# Badhni Kalan
Badhni Kalan is een nagar panchayat (plaats) in het district Moga van de Indiase staat Punjab. 

## Demografie
Volgens de Indiase volkstelling van 2001 wonen er 6.373 mensen in Badhni Kalan, waarvan 52% mannelijk en 48% vrouwelijk is. De plaats heeft een alfabetiseringsgraad van 58%. 